# Gabriel Mutombo
Gabriel Donatien Mutombo Kupa (* 19. Januar 1996 in Villeurbanne) ist ein kongolesisch-französischer Fußballspieler.

## Karriere
Gabriel Mutombo erlernte das Fußballspielen in der Jugend von  Olympique Lyon im französischen Lyon. Seinen ersten Vertrag unterschrieb er im Juli 2013 beim SCO Angers. Die erste Mannschaft des Klubs spielte in der zweiten Liga, der Ligue 2. Hier kam er jedoch nicht zum Einsatz. Mit der zweiten Mannschaft spielte er 52-mal in der fünften Liga. Die Spielzeit 2016/17 wurde er an den Drittligisten CA Bastia ausgeliehen. Für den Verein aus Bastia bestritt er 16 Ligaspiele. Direkt im Anschluss wurde er die Spielzeit 2017/18 an den Zweitligisten US Orléans ausgeliehen. Nach 16 Zweitligaspielen wurde er am 1. Juli 2018 fest von Orléans unter Vertrag genommen. Im August 2020 unterschrieb er in Troyes einen Vertrag beim Zweitligisten ES Troyes AC. Am Ende der Saison 2020/21 feierte er mit Troyes die Meisterschaft sowie den Aufstieg in die erste Liga. In der ersten Liga kam er jedoch nicht zum Einsatz. Von 2021 bis 2023 bestritt er sechs Ligaspiele in der zweiten Mannschaft. Von Ende Januar 2022 bis Saisonende wurde er an den portugiesischen Zweitligisten UD Vilafranquense ausgeliehen. Für den Verein aus Vila Franca de Xira bestritt er zehn Ligaspiele. Der FC Botoșani, ein Erstligist aus Rumänien, nahm ihn Anfang Januar 2023 unter Vertrag. Ein Jahr später, im Februar 2024, ging er nach Griechenland. Hier stand er bis August des Jahres beim Zweitligisten Chania FC unter Vertrag. Mitte August 2024 zog es ihn nach Asien, wo er in Thailand einen Vertrag beim Erstligisten Ratchaburi FC unterschrieb.

## Erfolge
ES Troyes AC
- Französischer Zweitligameister: 2020/21  ▲